# L'atlante delle nuvole
L'atlante delle nuvole (Cloud Atlas) è un romanzo che racchiude in sé molti generi letterari diversi, scritto da David Mitchell del 2004, finalista del Booker Prize, del Premio Nebula e del Premio Arthur C. Clarke.
La struttura del romanzo è molto articolata: le vicende sono narrate sia secondo un ordine temporale, sia in base ad una serie di legami che ogni storia ha con l'altra. Le ambientazioni delle singole vicende spaziano dal Sud Pacifico del diciannovesimo secolo ad un futuro postapocalittico.

## Struttura
Il romanzo è diviso in sei linee narrative intrecciate che differiscono per stile, genere letterario e ambientazione. Ogni racconto si configura come una storia letta o conosciuta dal personaggio del racconto successivo. Le prime cinque storie si interrompono a metà della narrazione, mentre la sesta, collocata a metà del volume è presentata senza interruzioni. Da lì, come una sorta di schema speculare, le storie lasciate in sospeso riprendono in ordine inverso, fino a tornare alla prima storia.

## Trama

### Il diario dal Pacifico di Adam Ewing
Nel 1849, il notaio americano Adam Ewing si trova nelle Isole Chatham per affari. Assiste alla fustigazione dello schiavo moriori Autua, che successivamente si imbarca clandestinamente sulla stessa nave di Ewing. Il medico di bordo, Henry Goose, tenta di avvelenare Ewing per derubarlo, ma Autua interviene salvandolo. Tornato negli Stati Uniti, Ewing decide di unirsi al movimento abolizionista.

### Lettere da Zedelghem
Nel 1936, il giovane musicista inglese Robert Frobisher diventa assistente del compositore Vyvyan Ayrs in Belgio. Durante il soggiorno, Frobisher compone il suo capolavoro, il Sestetto dell'Atlante delle Nuvole, e scopre il diario di Ewing. Conflitti con Ayrs e delusioni amorose lo portano al suicidio, dopo aver inviato le sue lettere e composizioni all'amico Rufus Sixsmith.

### Mezze vite: Il primo caso di Luisa Rey
Nel 1975, la giornalista Luisa Rey indaga su una centrale nucleare a Buenas Yerbas, California. Dopo l'incontro con Sixsmith, che le affida un rapporto compromettente, Luisa si trova coinvolta in una cospirazione che mette a rischio la sua vita. Con l'aiuto del capo della sicurezza Joe Napier, riesce a esporre il piano criminale legato alla centrale.

### La tremenda ordalia di Timothy Cavendish
Nel presente, l'editore sessantacinquenne Timothy Cavendish si rifugia in una casa di riposo per sfuggire ai fratelli di un autore criminale. Rendendosi conto di essere stato ingannato, pianifica una fuga rocambolesca con altri ospiti. Durante la permanenza, legge il manoscritto delle avventure di Luisa Rey.

### Il Verbo di Sonmi-451
In un futuro distopico, Sonmi-451, un clone servente in una catena di fast food a Nea So Copros (ex Seul), sviluppa autocoscienza e scopre la verità sul sistema oppressivo che la circonda. Dopo essere stata liberata da un gruppo ribelle, diventa simbolo di resistenza, ma viene catturata e giustiziata. La sua testimonianza è registrata per le generazioni future.

### Sloosha Crossing e tutto il resto
In un futuro post-apocalittico, Zachry, un abitante delle Hawaii, vive in una società tribale. L'incontro con Meronym, una "Presciente" tecnologicamente avanzata, lo conduce a scoprire le rovine della civiltà passata e la verità su Sonmi-451, venerata come una dea. Dopo una serie di eventi, Zachry e Meronym fuggono dall'isola invasa dai Kona, iniziando una nuova vita.

## Trasposizione cinematografica
Il romanzo è stato adattato nel film Cloud Atlas del 2012, scritto e diretto dalle sorelle Wachowski e Tom Tykwer.

## Edizioni
- David Mitchell, L'atlante delle nuvole, Frassinelli, 2005,  p. 597, ISBN 88-7684-844-4.